# Inmigración okinawense en Hawái
Los okinawenses en Hawái  (en okinawense: ハ ワ イ 沖 縄 人, Hawai uchinānchu) son un grupo étnico ryukyense, que se ubica entre 45.000 y 50.000 personas, o el 3% de la población total de Hawái.

## Historia
La economía de Okinawa se desplomó tras su incorporación a Japón después de 1879. Como resultado del empeoramiento de las condiciones, muchos okinawenses deseaban trasladarse a otro lugar para tener una vida mejor. Anteriormente, Japón había prohibido la emigración desde la prefectura de Okinawa, pero esta decisión se revocó posteriormente a fines de la década de 1890. En 1899, se formó el primer grupo de inmigrantes okinawenses, con 26 personas. Dirigidos por el activista de la emigración Kyuzo Toyama, estos trabajadores llegaron a Hawái el 8 de enero de 1900. Oleadas posteriores de migrantes llegaron a Hawái en los años siguientes, y el segundo grupo, también encabezado por Kyuzo, llegó en 1903 Este grupo tenía 40 personas.
La economía en declive de Okinawa fue el principal contribuyente a la emigración, pero otros factores incluyeron la recesión causada por la guerra ruso-japonesa y la evasión del servicio militar.

### Asentamiento
Si bien muchos okinawenses querían regresar a casa después de ganar suficiente dinero en Hawái, muchos también se quedaron y se establecieron permanentemente. Esto provocó la formación de la comunidad okinawense de Hawái. En 1908, más de 8.500 residentes de Hawái eran descendientes de okinawenses.
Los okinawenses en Hawai enfrentaron discriminación por parte de la comunidad japonesa local, que los veía como atrasados debido a diferencias culturales y lingüísticas. Los insultos comunes incluían "come-cerdos", y se burlaban de muchas costumbres como el hajichi (tatuajes femeninos de Okinawa).

## Identidad
Debido a que Okinawa solía ser un país independiente de Japón, muchos inmigrantes okinawenses se veían a sí mismos como un grupo distinto de los japoneses Yamato o Naichi. La actitud de ser un grupo distinto persiste hoy entre los habitantes okinawenses de Hawái.
Existen numerosas organizaciones culturales para los habitantes de Okinawa en Hawái, la más grande es la Asociación de Okinawa Unida de Hawái. A partir de 2020, inscribe a más de 40.000 personas en 50 clubes miembros diferentes, cada uno de los cuales pertenece a una región específica de Okinawa.

## Gente notable
- Ryan Higa,Youtuber.
- David Ige, actual gobernador del estado de Hawái.
- Shinyei Nakamine, ganador de la Medalla de Honor (Segunda Guerra Mundial).
- Yeiki Kobashigawa, ganador de la Medalla de Honor (Segunda Guerra Mundial).
- Robert Taira, propietario de un restaurante.
- Stephen K. Yamashiro, exalcalde del condado de Hawái.
- Herbert Matayoshi, exalcalde del condado de Hawái.
- Dwight Takamine, senador estatal.
- Rob Kajiwara, activista político de la comunidad okinawense en Hawái.